# Computação ubíqua
Computação ubíqua (em inglês: Ubiquitous Computing ou ubicomp) ou computação pervasiva é um termo usado para descrever a onipresença da informática no cotidiano das pessoas.

## Termo
O termo foi usado pela primeira vez pelo cientista de informática norte americano Mark Weiser (1952 — 1999) em 1988 e publicado em 1991 no seu artigo The Computer for the 21st Century.
Também é conhecida pelos termos em língua inglesa de pervasive computing, calm technology, things that think is everywhere, e denomina-se alternativamente de inteligência ambiental. 

## Conceito
Computação ubíqua tem como objetivo tornar a interação humano computador invisível, ou seja, integrar a informática com as ações e comportamentos naturais das pessoas. Não invisível como se não pudesse ver, mas, sim de uma forma que as pessoas nem percebam que estão dando comandos a um computador, mas como se tivessem conversando com alguém. Além disso, os computadores teriam sistemas inteligentes que estariam conectados ou procurando conexão o tempo todo, dessa forma tornando-se assim onipresente.
O primeiro passo para conseguir chegar a essa interação mais fácil ou invisível, é a utilização de interfaces naturais, a forma mais primitiva que temos de interagir com algum ser humano, que é a utilização da fala, gestos, presença no ambiente ou até mesmo a movimentação dos olhos, deixando dessa forma o teclado e mouse sem nenhuma utilização.
O segundo passo seria a geração de uma computação sensível a contexto, essa tecnologia torna possível que os dispositivos possam capturar o contexto automaticamente. O contexto nesse caso é a presença de uma pessoa ao espaço ou qualquer tipo de movimento corporal, movimentação dos braços, dedos, cabeça, olhos e até movimentos faciais.
A computação ubíqua requer computadores pequenos, baratos e tecnologias de ligação com ou sem fios a computadores de maior dimensão. Por exemplo, uma casa controlada por dispositivos de computação ubíqua deverá ter controle remoto da iluminação da casa, sistema de extinção de incêndios, sistemas de entretenimento integrados, sistemas para monitorizar a saúde dos ocupantes da casa, uma geladeira que avise aos ocupantes da casa sobre produtos estragados ou fora da validade, etc.
A computação ubíqua apresenta desafios em toda a ciência da computação: no projeto e engenharia de sistemas, na modelagem de sistemas e no design da interface do usuário. Os modelos contemporâneos de interação humano-computador, sejam eles de linha de comando, de menu ou baseados em interface gráfica, são inadequados para o caso onipresente. Isso sugere que o paradigma de interação "natural" apropriado a uma computação ubíqua totalmente robusta ainda precisa emergir - embora também haja reconhecimento no campo de que, em muitos aspectos, já estamos vivendo em um mundo ubicomp (veja também o artigo principal sobre Natural user interfaces). Dispositivos contemporâneos que dão algum suporte a esta última ideia incluem telefones celulares, aparelhos de áudio digital, etiquetas de identificação por rádio frequência, GPS e quadros interativos.
Mark Weiser propôs três formas básicas para dispositivos de sistema onipresentes: guias, blocos e placas.
·        Guias: dispositivos portáteis com centímetro
·        Pads: dispositivos portáteis de tamanho dissimétrico
·        Placas: dispositivos de exibição interativos de tamanho de medidor.
Estas três formas propostas por Weiser são caracterizadas por serem de tamanho macro, tendo uma forma planar e incorporando displays de saída visual. Se relaxarmos cada uma dessas três características, poderemos expandir esse intervalo para uma faixa muito mais diversificada e potencialmente mais útil de dispositivos de computação onipresentes. Assim, três formas adicionais para sistemas onipresentes foram propostas: [5]
·        Poeira: os dispositivos miniaturizados podem ser sem displays de saída visual, por exemplo, micro sistemas eletromecânicos (MEMS), variando de nanômetros através de micrômetros a milímetros. Veja também Poeira Inteligente.
·        Pele: tecidos baseados em polímeros emissores de luz e condutores, dispositivos de computador orgânico, podem ser formados em superfícies de exibição não planas mais flexíveis e produtos como roupas e cortinas, ver display OLED. O dispositivo MEMS também pode ser pintado em várias superfícies, de modo que umas variedades de estruturas físicas do mundo possam atuar como superfícies em rede de MEMS.
·        Argila: conjuntos de MEMS podem ser formados em formas tridimensionais arbitrárias como artefatos que se assemelham a muitos tipos diferentes de objetos físicos (veja também Interface tangível).

## Interoperabilidade com Computação Móvel e Vestível
A computação Ubíqua é um campo de pesquisas em rápido desenvolvimento e graças as tecnologias de computação móvel e vestível. A tecnologia de computação móvel está evoluindo para além de dispositivos celulares, como sistemas de navegação para automóveis interconectados a sistemas de gestão de tráfego, monitoramento e assistência de condutores. Os campos de aplicação da computação móvel ainda não tem seus limites estabelecidos, mas é certa sua interoperabilidade com a computação vestível. A computação vestível é caracterizada principalmente pelos modelos de computação que são desenvolvidos para interagir com o ser humano de maneira natural e independente de interfaces de acionamento comuns aos equipamentos de computação tradicionais. Em teoria, não precisam do constante acionamento de interfaces liga-desliga ou ações similares. Como, por exemplo, um tênis com sensoriamento capaz de enviar para outros sistemas informações como inclinação ou velocidade durante sua utilização. A interoperabilidade permitiria que um tênis com tecnologia de sensor, indicasse para o veiculo do usuário quais os percursos recentes que apresentaram obstáculos nas vias ou outro tipo de informação que seria enviada ao sistema de gestão de tráfego e compartilhadas com outros veículos.

## Questões
A privacidade é facilmente a crítica mais citada da computação onipresente (ubicomp) e pode ser a maior barreira para seu sucesso a longo prazo.
Um artigo de Linda Little e Pam Briggs sobre esta questão de privacidade, afirma que: "Estes são os tipos de princípios de privacidade que foram estabelecidos pela indústria - mas nos últimos dois anos, temos tentado entender se tais princípios refletem a Algumas das principais questões de pesquisa que estamos abordando são: Quais são as principais preocupações dos usuários em relação à gestão da privacidade em um contexto onipresente e elas refletem os princípios de privacidade 'especialistas'? Essas preocupações variam em função do contexto “Os usuários terão confiança suficiente nos procedimentos de gerenciamento de privacidade para administrar e administrar suas preferências de privacidade? ” Motahari, et al., (2007) argumentam que as pessoas não têm um entendimento completo das ameaças à sua privacidade. Os sistemas estão cientes do uso inadequado de suas informações pessoais, obrigações legais e segurança inadequada, eles estão menos cientes de estabelecer preferências para quem tem acesso e de alguma forma inferências indiretas que podem ser feitas por observações de outras pessoas. Eles argumentam ainda que é necessária uma abordagem holística, já que as abordagens tradicionais e as investigações atuais não são suficientes para abordar as ameaças à privacidade em computação onipresente. Reconhecendo - em consonância com uma série de outros pesquisadores (Harper & Singleton, 2001; Paine, et al., 2007) - que as preocupações com a privacidade tendem a ser altamente dependentes da situação, desenvolvemos um método de pesquisa que exibe um contexto rico para o usuário, a fim de obter informações mais detalhadas sobre os fatores de privacidade que sustentam nossa aceitação da computação onipresente". 
Os problemas de política pública são frequentemente "precedidos por longas sombras, longos trens de atividade", surgindo lentamente, ao longo de décadas ou mesmo ao longo de um século. Há uma necessidade de uma visão de longo prazo para orientar a tomada de decisões políticas, pois isso ajudará a identificar problemas ou oportunidades de longo prazo relacionados ao ambiente de computação onipresente. Essa informação pode reduzir a incerteza e orientar as decisões tanto dos formuladores de políticas quanto daqueles diretamente envolvidos no desenvolvimento do sistema (Wedemeyer et al., 2001). Uma consideração importante é o grau em que diferentes opiniões se formam em torno de um único problema. Algumas questões podem ter um forte consenso sobre sua importância, mesmo que haja grandes diferenças de opinião em relação à causa ou solução. Por exemplo, poucas pessoas vão diferir em sua avaliação de um problema altamente tangível com impacto físico, como terroristas usando novas armas de destruição em massa para destruir a vida humana. As declarações de problemas descritas acima, que abordam a evolução futura da espécie humana ou os desafios à identidade, têm claras implicações culturais ou religiosas e tendem a ter maior variação na opinião sobre elas. 